# 2022년 포뮬러 원 시즌
2022년 FIA 포뮬러 원 월드 챔피언십 또는 2022년 포뮬러 원 시즌은 포뮬러 원 월드 챔피언십의 73번째 대회로, 모터스포츠를 관리하는 국제 자동차 연맹 (FIA)에서 공인한 오픈휠 레이싱카 대회의 최고 등급이다. 이 챔피언십은 22개의 그랑프리를 두고 경쟁하며, FIFA 월드컵과의 중복을 피하기 위해 다른 해보다 일찍 종료될 예정이다.
선수와 팀은 각각 월드 드라이버 챔피언십과 월드 컨스트럭터 챔피언십을 목표로 경쟁한다. 2022년 챔피언십을 앞두고 대회 규정에 대한 큰 변화가 생겼다. 이 변화는 본래 2021년에 도입될 예정이었으나, 코로나19 대유행로 인하여 도입이 2022년으로 연기되었다. 현재 드라이버 챔피언은 레드불 레이싱 소속 막스 페르스타펀이고, 컨스트럭터 챔피언은 메르세데스이다.

## 참가 팀
2022년 포뮬러 원 월드 챔피언십에 참가하는 팀과 드라이버는 다음과 같다. 모든 팀은 피렐리에서 타이어를 공급받아 참가한다. 각 팀에서는 두 명 이상의 드라이버가 참가해야 하고, 각 드라이버는 자신의 레이싱카를 가져야 한다.
| 참가 팀                             | 컨스트럭터                    | 차체   | 엔진                  | 드라이버 | 드라이버                                    | 드라이버      |
| 참가 팀                             | 컨스트럭터                    | 차체   | 엔진                  | 번호     | 이름                                        | 참가 라운드   |
| ----------------------------------- | ----------------------------- | ------ | --------------------- | -------- | ------------------------------------------- | ------------- |
| 알파 로메오 F1 팀 올렌              | 알파 로메오-페라리            | C42    | 페라리 066/7          | 24 77    | 저우관위 발테리 보타스                      | 1–11          |
| 스쿠데리아 알파타우리               | 알파타우리-RBPT               | AT03   | 레드불 RBPTH001       | 10 22    | 피에르 가슬리 츠노다 유키                   | 1–11          |
| BWT 알핀 F1 팀                      | 알핀-르노                     | A522   | 르노 E-테크 RE22      | 14 31    | 페르난도 알론소 에스테반 오콘               | 1–11          |
| 애스턴 마틴 아람코 코그니전트 F1 팀 | 애스턴 마틴 아람코-메르세데스 | AMR22  | 메르세데스-AMG F1 M13 | 27 5 18  | 니코 휠켄베르크 제바스티안 페텔 랜스 스트롤 | 1–2 3–11 1–11 |
| 스쿠데리아 페라리                   | 페라리                        | F1-75  | 페라리 066/7          | 16 55    | 샤를 르클레르 카를로스 사인츠 주니어        | 1–11          |
| 하스 F1 팀                          | 하스-페라리                   | VF-22  | 페라리 066/7          | 20 47    | 케빈 마그누센 믹 슈마허                     | 1–11          |
| 멕라렌 F1 팀                        | 맥라렌-메르세데스             | MCL36  | 메르세데스-AMG F1 M13 | 3 4      | 다니엘 리카르도 랜도 노리스                 | 1–11          |
| 메르세데스-AMG 페트로나스 F1 팀     | 메르세데스                    | F1 W13 | 페르세데스-AMG F1 M13 | 44 63    | 루이스 해밀턴 조지 러셀                     | 1–11          |
| 오라클 레드 불 레이싱               | 레드불 레이싱-RBPT            | RB18   | 레드불 RBPTH001       | 1 11     | 막스 페르스타펀 세르히오 페레즈             | 1–11          |
| 윌리엄스 레이싱                     | 윌리엄스-메르세데스           | FW44   | 메르세데스-AMG F1 M13 | 6 23     | 니콜라스 라티피 알렉산더 알본               | 1–11          |
| 출처:                               |                               |        |                       |          |                                             |               |

### 연습주행 드라이버
연습주행에서는 3명의 드라이버가 테스트 드라이버로 주행했다. 스페인 그랑프리에서 유리 빕스와 닉 데 프리스, 로버트 쿠비카가 각각 레드불 레이싱과 윌리엄스, 알파 로메오의 레이싱카를 운전하였다.

### 팀 변경사항
스쿠데리아 알파타우리(전 스쿠데리아 토로 로소)는 2018년부터, 레드불 레이싱은 2019년부터 혼다에게서 엔진을 제공받았다. 그러나 혼다는 2021을 마지막으로 포뮬러 원 팀에게 엔진을 제공하지 않게 되었다. 이후 레드불 레이싱은 혼다의 엔진 프로그램을 인수하여 레드불 파워트레인이라는 부서를 설립하게 된다. 이 과정에서 레드불 레이싱은 2025년까지 다른 팀의 엔진 개발을 막기 위해 로비 및 협상을 하게 된다. 이 과정에서 레드불 레이싱은 전 엔진 제공자였던 르노와 계약을 할 의사가 없었기 때문에 다른 팀의 엔진 개발을 막지 못했다면 챔피언십에 참여하지 않았을 것이라고 말했다.

### 선수 이적
키미 래이쾨넨은 2021년 네덜란드 그랑프리를 진행하기 전, 2021년 시즌의 19 경기를 소화한 후 은퇴하겠다고 밝혔다. 이 자리는 2021년을 끝으로 메르세데스를 떠난 발테리 보타스가 채웠다. 보타스의 자리는 윌리엄스 소속 선수인 조지 러셀이 채웠고, 러셀의 자리는 전 레드불 선수인 알렉스 알본이 채우게 되었다.
포뮬러 2 선수인 저우관위는 포뮬러 원으로 승격되어 알파 로메오의 안토니오 지오비나치의 자리를 대신하게 되었고, 지오비나치 팀을 떠나게 되었다. 저우관위는 포뮬러 원에서 활동하는 첫번째 중국 국적의 선수가 되었다.
니키타 마제핀은 2022년까지 하스와 함께할 예정이었으나, 하스는 러시아의 우크라이나 침공과 그로 인한 우랄칼리의 타이틀 후원 거부로 인해 계약을 파기하였다. 마제핀의 자리는 2020년까지 하스에서 뛴 케빈 마그누센으로 교체되었다.

#### 시즌 중의 변화
바레인 그랑프리가 열리기 전, 제바스티안 페텔은 코로나19에 감염되었고, 2020년 아이펠 그랑프리에서 마지막으로 경주한 니코 휠켄베르크가 사우디아라비아 그랑프리까시 페텔의 자리를 대체하였다.

## 경기 일정
포뮬러 원 2022년 시즌에는 22개의 그랑프리가 있다.
| 라운드 | 그랑프리                   | 서킷                                                  | 날짜      |
| ------ | -------------------------- | ----------------------------------------------------- | --------- |
| 1      | 바레인 그랑프리            | 바레인 인터내셔널 서킷, 사키르                        | 3월 20일  |
| 2      | 사우디아라비아 그랑프리    | 지다 코니쉬 서킷, 지다                                | 3월 27일  |
| 3      | 오스트레일리아 그랑프리    | 알버트 파크 서킷, 멜버른                              | 4월 10일  |
| 4      | 에밀리아 로마그나 그랑프리 | 이몰라 서킷, 이몰라                                   | 4월 24일  |
| 5      | 마이애미 그랑프리          | 마이애미 인터내셔널 오토드롬, 마이애미 가든(플로리다) | 5월 8일   |
| 6      | 스페인 그랑프리            | 바르셀로나 카탈루냐 서킷, 문멜로                      | 5월 22일  |
| 7      | 모나코 그랑프리            | 서킷 드 모나코, 모나코                                | 5월 29일  |
| 8      | 아제르바이잔 그랑프리      | 바쿠 시티 서킷, 바쿠                                  | 6월 12일  |
| 9      | 캐나다 그랑프리            | 서킷 쥘 빌뇌브, 몬트리올                              | 6월 19일  |
| 10     | 영국 그랑프리              | 실버스톤 서킷, 실버스톤                               | 7월 3일   |
| 11     | 오스트리아 그랑프리        | 레드불 링, 슈피엘베르크                               | 7월 10일  |
| 12     | 프랑스 그랑프리            | 폴 리카르 서킷, 르 카스틀레                           | 7월 24일  |
| 13     | 헝가리 그랑프리            | 헝가로링, 모지오로드                                  | 7월 31일  |
| 14     | 벨기에 그랑프리            | 스파프랑코르샹 서킷, 스타블로                         | 8월 28일  |
| 15     | 네덜란드 그랑프리          | 잔드보르트 서킷, 잔드보르트                           | 9월 4일   |
| 16     | 이탈리아 그랑프리          | 몬차 서킷, 몬차                                       | 9월 11일  |
| 17     | 싱가포르 그랑프리          | 마리나베이 도심 서킷, 싱가포르                        | 10월 2일  |
| 18     | 일본 그랑프리              | 스즈카 서킷, 스즈카시                                 | 10월 9일  |
| 19     | 미국 그랑프리              | 서킷 오브 더 아메리카, 오스틴(텍사스주)               | 10월 23일 |
| 20     | 멕시코 그랑프리            | 아우토드로모 에르마노스 로드리구에스, 멕시코시티      | 10월 30일 |
| 21     | 브라질 그랑프리            | 인테르라구스 서킷, 상파울루                           | 11월 13일 |
| 22     | 아부다비 그랑프리          | 야스 마리나 서킷, 아부다비                            | 11월 20일 |
| 출처:  |                            |                                                       |           |

### 경기 일정 변화
- 코로나19로 인해 일정에서 제외된 호주, 캐나다, 일본, 싱가포르 그랑프리가 일정에 포함되었다.[43]
- 마이애미 인터내셔널 오토드롬에서 열리는 마이애미 그랑프리가 처음으로 일정에 포함되었다.[47]
- 2021년 시즌 코로나19로 인해 줄어든 경기 목록을 보강하기 위해 일정에 포함된 포르투갈, 스티리안, 터키 그랑프리는 2022년 레이스 목록에 포함되지 않았다.[43]
- 2021년 시즌 로사일 인터내셔널 서킷에서 개최된 카타르 그랑프리는 FIFA 월드컵 개최 이후 2023년 새로운 서킷에서 다시 열릴 예정이다.[43][48]
- 중국 그랑프리는 2022년 시즌 개최될 예정이었으나,[49] 코로나19로 인한 여행 제한으로 인해 포함되지 않았다.[43][1][2] 중국 그랑프리는 2023년 시즌에 돌아올 예정이다.[50]
- 9월 25일 챔피언십의 17번째 라운드로 개최될 예정이던 러시아 그랑프리는 러시아의 우크라이나 침공에 대한 항의의 의미로 일정에서 취소되었다.[51][52] 러시아 그랑프리는 다른 그랑프리로 교체될 예정이었으나 취소되었다.[45][46]

### 내용주
1. ↑  포뮬러 원 기술 규정 중에는 가장 적은 팀에 엔진을 공급하는 공급사가 엔진 공급사가 없는 팀에게 엔진을 제공해야 한다. 혼다가 포뮬러 원 엔진 공급 중단을 선언한 후, 메르세데스와 페라리는 레드불 레이싱에게 엔진 공급을 거부했고, 레드불은 르노의 엔진을 공급받을 수 받게 없게 되었다.[31]